# Rachel Makata
Pas d'image ? Cliquez ici

a Compétitions nationales et continentales officielles uniquement.

b Matchs officiels uniquement.
Dernière mise à jour le 29 avril 2025.
Rachel Makata, née le 10 juillet 1974, est une joueuse néo-zélandaise de rugby à XV. Elle joue au poste de troisième ligne aile, et représente l'équipe de Nouvelle-Zélande en 2006.

## Biographie
Rachel Makata fait ses débuts internationaux avec l'équipe de Nouvelle-Zélande de rugby à XV en 2006. Elle remporte la Coupe du monde 2006 avec son pays.

## Palmarès
- 2 sélections en équipe de Nouvelle-Zélande.
- Championne du monde en 2006.